# Мійота

36°19′17″ пн. ш. 138°30′32″ сх. д. / 36.32139° пн. ш. 138.50889° сх. д.
Мійо́та (яп. 御代田町, みよたまち, МФА: [mʲijota mat͡ɕi̥]) — містечко в Японії, в повіті Кіта-Саку префектури Наґано. Станом на 1 квітня 2009 площа містечка становила 58,78 км². Станом на 1 липня 2011 населення містечка становило 14 850 осіб.